# Gustav Kluge
Gustav Kluge (* 7. Juli 1947 in Wittenberg) ist ein deutscher Maler und Grafiker. Er war von 1996 bis 2014 Professor für Malerei an der Staatlichen Akademie der Bildenden Künste in Karlsruhe.

## Leben
Gustav Kluge studierte von 1968 bis 1972 Malerei an der Hochschule für Bildende Künste Hamburg bei Gotthard Graubner und Kai Sudeck. 1974 war er Mitgründer der Produzentengalerie in Hamburg. Von 1978 bis 1985 lehrte er an der Hochschule für Bildende Künste Hamburg und erhielt 1988 den Edwin-Scharff-Preis. Von 1996 bis 2014 hatte er eine Professur für Malerei an der Staatlichen Akademie der Bildenden Künste in Karlsruhe inne. 
Kluges Arbeiten wurden in zahlreichen Einzelausstellungen, u. a. in Hamburg, Köln, München, Berlin, Weimar, Bremen, Dresden oder Karlsruhe gezeigt und waren in vielen nationalen und internationalen Gruppenausstellungen vertreten. Werke befinden sich in wichtigen öffentlichen Sammlungen, wie der der Hamburger Kunsthalle, des Kunstmuseums Reutlingen, der National Gallery of Art, Washington, sowie der des MoMA, New York. Gustav Kluge arbeitet und lebt in Hamburg und Starnberg.

## Werk
Kluge thematisiert in seinen Werken existenzielle Themen wie Leben und Tod oder auch Macht und Gewalt. Neben originären Erfindungen greift er dabei vielfältige Anregungen aus der historischen, kulturellen oder auch religiösen Überlieferung auf.

## Auszeichnungen
- 1988: Edwin-Scharff-Preis der Freien und Hansestadt Hamburg[6]
- 2006: Preis der Stiftung Bibel und Kultur[7]
- 2008: Käthe-Kollwitz-Preis der Akademie der Künste Berlin[8]